# 道の駅一覧 あ行
道の駅 < 道の駅一覧
| あ行 | か行 | さ行 | た行 | な行 | は行 | ま行 | や-わ行 |

日本の道の駅のうち、あ行で始まるものの一覧である。
道の駅の記事を書かれる方へ：
道の駅の記事を書いた場合は、この一覧にも書き込んで下さい。
道の駅の記事のフォーマットについては、プロジェクト:道の駅をご覧になるか、すでに投稿されている記事を参考にして下さい。

## あ
- 道の駅あいお：山口県
- 道の駅あいおい：北海道
- 道の駅あいおい白龍城（あいおいぺーろんじょう）：兵庫県
- 道の駅秋鹿なぎさ公園（あいかなぎさこうえん）：島根県
- 道の駅愛彩ランド（あいさいらんど）：大阪府
- 道の駅会津柳津（あいづやないづ）：福島県
- 道の駅あいづ 湯川・会津坂下（あいづ ゆがわ・あいづばんげ）：福島県
- 道の駅あいの土山（あいのつちやま）：滋賀県
- 道の駅あいぽーと佐渡（あいぽーとさど）：新潟県
- 道の駅藍ランドうだつ（あいらんどうだつ）：徳島県
- 道の駅愛ランド湧別（あいらんどゆうべつ）：北海道
- 道の駅あおがき：兵庫県
- 道の駅あおき：長野県
- 道の駅青の国ふだい（あおのくにふだい）：岩手県
- 道の駅あかいがわ：北海道
- 道の駅赤神（あかかみ）：石川県
- 道の駅赤来高原（あかぎこうげん）：島根県
- 道の駅赤城の恵（あかぎのめぐみ）：群馬県
- 道の駅あがつま峡（あがつまきょう）：群馬県
- 道の駅あがの：新潟県
- 道の駅阿賀の里（あがのさと）：新潟県
- 道の駅あかばねロコステーション：愛知県
- 道の駅阿寒丹頂の里（あかんたんちょうのさと）：北海道
- 道の駅あきた港（あきたこう）：秋田県
- 道の駅阿久根（あくね）：鹿児島県
- 道の駅あぐり窪川（あぐりくぼかわ）：高知県
- 道の駅あぐりーむ昭和（あぐりーむしょうわ）：群馬県
- 道の駅アグリステーションなぐら：愛知県
- 道の駅アグリの郷栗東（あぐりのさとりっとう）：滋賀県
- 道の駅アグリパークゆめすぎと：埼玉県
- 道の駅浅井三姉妹の郷（あざいさんしまいのさと）：滋賀県
- 道の駅朝霧高原（あさぎりこうげん）：静岡県
- 道の駅あさご：兵庫県
- 道の駅あさじ：大分県
- 道の駅あさひ：山口県
- 道の駅朝日（あさひ）：新潟県
- 道の駅あさひかわ：北海道
- 道の駅あさひまち：山形県
- 道の駅浅虫温泉（あさむしおんせん）：青森県
- 道の駅足柄・金太郎のふるさと（あしがら・きんたろうのふるさと）：神奈川県
- 道の駅あしょろ銀河ホール21（あしょろぎんがほーるにじゅういち）：北海道
- 道の駅足寄湖（あしょろこ）：北海道（登録抹消）
- 道の駅飛鳥（あすか）：奈良県
- 道の駅あずの里いちはら（あずのさといちはら）：千葉県
- 道の駅阿蘇（あそ）：熊本県
- 道の駅安達（あだち）：福島県
- 道の駅厚岸グルメパーク（あっけしぐるめぱーく）：北海道
- 道の駅あっさぶ：北海道
- 道の駅あつみ：山形県
- 道の駅安曇野松川（あづみのまつかわ）：長野県
- 道の駅あなみず：石川県
- 道の駅あに：秋田県
- 道の駅あびら D51ステーション：北海道
- 道の駅あぷた：北海道
- 道の駅阿武町（あぶちょう）：山口県
- 道の駅天城越え（あまぎごえ）：静岡県
- 道の駅天草市イルカセンター（あまくさしいるかせんたー）：熊本県
- 道の駅雨晴（あまはらし）：富山県
- 道の駅奄美大島住用（あまみおおしますみよう）：鹿児島県
- 道の駅あまるべ：兵庫県
- 道の駅あやま：三重県
- 道の駅あゆの里矢田川（あゆのさとやたがわ）：兵庫県
- 道の駅あらい：新潟県
- 道の駅あらエッサ：島根県
- 道の駅あらかわ：埼玉県
- 道の駅あらぎの里（あらぎのさと）：和歌山県
- あ・ら・伊達な道の駅（あ・ら・だてなみちのえき）：宮城県
- 道の駅有明（ありあけ）：熊本県
- 道の駅アリストぬまくま：広島県
- 道の駅アルプス安曇野ほりがねの里（あるぷすあづみのほりがねのさと）：長野県
- 道の駅アルプ飛騨古川（アルプひだふるかわ）：岐阜県
- 道の駅あわくらんど：岡山県
- 道の駅あわじ：兵庫県

## い
- 道の駅飯高駅（いいたかえき）：三重県
- いいたて村の道の駅までい館（いいたてむらのみちのえきまでいかん）：福島県
- 道の駅いいで：山形県
- 道の駅いおり：石川県
- 道の駅いが：三重県
- 道の駅伊方きらら館（いかたきららかん）：愛媛県
- 道の駅いかりがせき：青森県
- 道の駅生月大橋（いきつきおおはし）：長崎県
- 道の駅いくさかの郷（いくさかのさと）：長野県
- 道の駅池田（いけだ）：長野県
- 道の駅池田温泉（いけだおんせん）：岐阜県
- 道の駅石神の丘（いしがみのおか）：岩手県
- 道の駅石狩「あいろーど厚田」（いしかり「あいろーどあつた」）：北海道
- 道の駅石鳥谷（いしどりや）：岩手県
- 道の駅伊豆ゲートウェイ函南（いずゲートウェイかんなみ）：静岡県
- 道の駅伊豆月ケ瀬（いずつきがせ）：静岡県
- 道の駅伊豆のへそ（いずのへそ）：静岡県
- 道の駅いずみ山愛の里（いずみやまあいのさと）：大阪府
- 道の駅伊勢志摩（いせしま）：三重県
- 道の駅伊勢本街道 御杖（いせほんかいどう みつえ）：奈良県
- 道の駅いたこ：茨城県
- 道の駅いたの：徳島県
- 道の駅いちかわ：千葉県
- 道の駅いちごの里 よしみ（いちごのさと よしみ）：埼玉県
- 道の駅一枚岩（いちまいいわ）：和歌山県
- 道の駅一向一揆の里（いっこういっきのさと）：石川県
- 道の駅いっぷく処横川（いっぷくどころよこかわ）：静岡県
- 道の駅一本松展望園（いっぽんまつてんぼうえん）：岡山県
- 道の駅伊東マリンタウン（いとうマリンタウン）：静岡県
- 道の駅いとだ ：福岡県
- 道の駅いとまん：沖縄県
- 道の駅いなかだて：青森県
- 道の駅いながわ：兵庫県
- 道の駅井波（いなみ）：富山県
- 道の駅犬挟（いぬばさり）：鳥取県
- 道の駅イノブータンランド・すさみ：和歌山県
- 道の駅伊吹の里（いぶきのさと）：滋賀県
- 道の駅いぶすき：鹿児島県
- 道の駅今井 恵みの里（いまい めぐみのさと）：長野県
- 道の駅今治市多々羅しまなみ公園（いまばりしたたらしまなみこうえん）：愛媛県
- 道の駅今治湯ノ浦温泉（いまばりゆのうらおんせん）：愛媛県
- 道の駅いまべつ：青森県
- 道の駅伊万里（いまり）：佐賀県
- 道の駅妹子の郷（いもこのさと）：滋賀県
- 道の駅伊良湖クリスタルポルト（いらごくりすたるぽると）：愛知県
- 道の駅いりひろせ：新潟県
- 道の駅いわいずみ：岩手県
- 道の駅岩城（いわき）：秋田県
- 道の駅いわて北三陸（いわてきたさんりく）：岩手県
- 道の駅いわない：北海道
- 道の駅いんない：大分県
- 道の駅インフォメーションセンターかわもと：島根県

## う
- 道の駅ウェーブパークなめりかわ：富山県
- 道の駅上田 道と川の駅（うえだ みちとかわのえき）：長野県
- 道の駅上野（うえの）：群馬県
- 道の駅ウェルネスあらお：熊本県
- 道の駅うき：熊本県
- 道の駅うきは：福岡県
- 道の駅うしぶか海彩館（うしぶかかいさいかん）：熊本県
- 道の駅うすい：福岡県
- 道の駅うずしお：兵庫県
- 道の駅うすずみ桜の里・ねお（うすずみさくらのさと・ねお）：岐阜県
- 道の駅宇陀路 大宇陀（うだじおおうだ）：奈良県
- 道の駅うたしないチロルの湯（うたしないちろるのゆ）：北海道
- 道の駅宇陀路 室生（うだじむろう）：奈良県
- 道の駅内子フレッシュパークからり（うちこフレッシュパークからり）：愛媛県
- 道の駅内灘サンセットパーク（うちなだサンセットパーク）：石川県
- 道の駅美ヶ原高原（うつくしがはらこうげん）：長野県
- 道の駅ウッディー京北（うっでぃーけいほく）：京都府
- 道の駅うつのみや ろまんちっく村（うつのみや ろまんちっくむら）：栃木県
- 道の駅宇津ノ谷峠（うつのやとうげ）：静岡県
- 道の駅ウトナイ湖（うとないこ）：北海道
- 道の駅宇土マリーナ（うとマリーナ）：熊本県
- 道の駅うとろ・シリエトク：北海道
- 道の駅うなづき：富山県
- 道の駅うみてらす名立（うみてらすなだち）：新潟県
- 道の駅うみんぴあ大飯（うみんぴあおおい）：福井県
- 道の駅宇目（うめ）：大分県
- 道の駅裏磐梯（うらばんだい）：福島県
- 道の駅うらほろ：北海道
- 道の駅うり坊の郷 katamata（うりぼうのさと かたまた）：山口県
- 道の駅うりまく：北海道
- 道の駅うれしの まるく：佐賀県
- 道の駅うわじま きさいや広場（うわじま きさいやひろば）：愛媛県

## え
- 道の駅江差（えさし）：北海道
- 道の駅越後出雲崎天領の里（えちごいずもざきてんりょうのさと）：新潟県
- 道の駅越後市振の関（えちごいちぶりのせき）：新潟県
- 道の駅越後川口（えちごかわぐち）：新潟県
- 道の駅越前（えちぜん）：福井県
- 道の駅越前おおの荒島の郷（えちぜんおおのあらしまのさと）：福井県
- 道の駅越前たけふ（えちぜんたけふ）：福井県
- 道の駅えびの：宮崎県
- 道の駅絵本の里けんぶち（えほんのさとけんぶち）：北海道
- 道の駅遠軽 森のオホーツク（えんがる もりのおほーつく）：北海道
- 道の駅燕趙園（えんちょうえん）：鳥取県

## お
- 道の駅オアシスおぶせ：長野県
- 道の駅オアシスなんもく：群馬県
- 道の駅奥入瀬（おいらせ）：青森県
- 道の駅淡河（おうご）：兵庫県
- 道の駅近江母の郷（おうみははのさと）：滋賀県
- 道の駅おうむ：北海道
- 道の駅おおうち：秋田県
- 道の駅おおえ：山形県
- 道の駅おおがた：秋田県
- 道の駅おおき：福岡県
- 道の駅おおぎみ：沖縄県
- 道の駅大桑（おおくわ）：長野県
- 道の駅大坂城残石記念公園（おおさかじょうざんせききねんこうえん）：香川県
- 道の駅おおさき：宮城県
- 道の駅おおさと：宮城県
- 道の駅大芝高原：長野県
- 道の駅大杉（おおすぎ）：高知県
- 道の駅おおすみ弥五郎伝説の里（おおすみやごろうでんせつのさと）：鹿児島県
- 道の駅おおた（おおた）：群馬県
- 道の駅大滝温泉（おおたきおんせん）：埼玉県
- 道の駅大館能代空港（おおだてのしろくうこう）：秋田県
- 道の駅大津（おおづ）：熊本県
- 道の駅大月（おおつき）：高知県
- 道の駅おおつの里（おおつのさと）：千葉県
- 道の駅おおとう桜街道（おおとうさくらかいどう）：福岡県
- 道の駅邑南の里（おおなんのさと）：島根県
- 道の駅おおの：岩手県
- 道の駅おおの：大分県
- 道の駅大野温泉（おおのおんせん）：熊本県
- 道の駅大歩危（おおぼけ）：徳島県
- 道の駅おおむた：福岡県
- 道の駅大谷海岸（おおやかいがん）：宮城県
- 道の駅大山（おおやま）：高知県
- 道の駅おおゆ：秋田県
- 道の駅おが：秋田県
- 道の駅おがち：秋田県
- 道の駅おかべ：埼玉県
- 道の駅おがわ：長野県
- 道の駅おがわまち：埼玉県
- 道の駅おがわら湖（おがわらこ）：青森県
- 道の駅奥会津かねやま（おくあいづかねやま）:福島県
- 道の駅奥出雲おろちループ（おくいずもおろちるーぷ）：島根県
- 道の駅奥伊勢おおだい（おくいせおおだい）：三重県
- 道の駅奥伊勢木つつ木館（おくいせきつつきかん）：三重県
- 道の駅奥永源寺渓流の里（おくえいげんじけいりゅうのさと）：滋賀県
- 道の駅奥大井音戯の郷（おくおおいおとぎのさと）：静岡県
- 道の駅奥河内くろまろの郷（おくかわちくろまろのさと）：大阪府
- 道の駅奥久慈だいご（おくくじだいご）：茨城県
- 道の駅奥熊野古道ほんぐう（おくくまのこどうほんぐう）：和歌山県
- 道の駅奥大山（おくだいせん）：鳥取県
- 道の駅奥津温泉（おくつおんせん）：岡山県
- 道の駅おくとろ：和歌山県
- 道の駅小国（おぐに）：熊本県
- 道の駅奥飛騨温泉郷上宝（おくひだおんせんごうかみたから）：岐阜県
- 道の駅おこっぺ：北海道
- 道の駅小坂田公園（おさかだこうえん）：長野県
- 道の駅オスコイ!かもえない（おすこい!かもえない）：北海道
- 道の駅尾瀬街道みしま宿（おぜかいどうみしまじゅく）：福島県
- 道の駅尾瀬かたしな（おぜかたしな）：群馬県
- 道の駅尾瀬檜枝岐（おぜひのえまた）：福島県
- 道の駅おだいとう：北海道
- 道の駅小田の郷せせらぎ（おだのさとせせらぎ）：愛媛県
- 道の駅小谷（おたり）：長野県
- 道の駅お茶の京都みなみやましろ村（おちゃのきょうと みなみやましろむら）：京都府
- 道の駅おといねっぷ：北海道
- 道の駅おとふけ：北海道
- 道の駅おながわ：宮城県
- 道の駅おのこ：群馬県
- 道の駅おばあちゃん市・山岡（おばあちゃんいち・やまおか）：岐阜県
- 道の駅尾花沢（おばなざわ）：山形県
- 道の駅おびら鰊番屋（おびらにしんばんや）：北海道
- 道の駅おふく：山口県
- 道の駅オホーツク紋別（おほーつくもんべつ）：北海道
- 道の駅思川（おもいがわ）：栃木県
- 道の駅親不知ピアパーク（おやしらずピアパーク）：新潟県
- 道の駅オライはすぬま（おらいはすぬま）：千葉県
- 道の駅おりつめ：岩手県
- 道の駅織姫の里なかのと：石川県
- 道の駅織部の里もとす（おりべのさともとす）：岐阜県
- 道の駅おろちの里（おろちのさと）：島根県
- 道の駅オーロラタウン93りくべつ：北海道
- 道の駅温泉の里神山（おんせんのさとかみやま）：徳島県
- 道の駅おんねゆ温泉（おんねゆおんせん）：北海道